# Sông Nin
Sông Nin hoặc Nile (tiếng Ả Rập: النيل, an-nīl, tiếng Ai Cập cổ đại: iteru hay Ḥ'pī - có nghĩa là sông lớn), là dòng sông thuộc châu Phi, là sông chính của khu vực Bắc Phi, thường được coi là con sông dài nhất trên thế giới, với chiều dài 6.853 km và đổ nước vào Địa Trung Hải, tuy vậy có một số nguồn khác dẫn nghiên cứu năm 2007 cho rằng sông này chỉ dài thứ hai sau sông Amazon ở Nam Mỹ. Sông Nin được gọi là sông "quốc tế" vì lưu vực của nó bao phủ 11 quốc gia gồm Tanzania, Uganda, Rwanda, Burundi, Cộng hòa Dân chủ Congo, Kenya, Ethiopia, Eritrea, Nam Sudan, Sudan và Ai Cập.
Sông này còn được người Việt phiên âm là Nhĩ Lô như trong sách Tây hành nhật ký của Phạm Phú Thứ.
Đây là dòng sông có ảnh hưởng nhất ở châu Phi, gắn liền với sự hình thành, phát triển và lụi tàn của nhiều vương quốc cổ đại, góp phần tạo dựng nên nền Văn minh sông Nin.

## Các đoạn sông
Sông Kagera đổ vào hồ Victoria gần thị trấn Bukoba của Tanzania là nguồn cung cấp nước dài nhất, mặc dù các nguồn tài liệu khác nhau không công nhận nó là nhánh dài nhất và do đó nó là nguồn xa nhất của sông Nile. Nguồn hoặc là Sông Ruvyironza từ tỉnh Bururi, Burundi, hoặc Nyabarongo chảy từ rừng Nyungwe ở Rwanda. Hai nguồn cung cấp này gặp nhau tại thác Rusumo tại ranh giới của Rwanda-Tanzania.
Năm 2010, một nhóm khảo sát đã đến đây miêu tả về nguồn của nhánh Rukarara, và đi theo một con đường trên sườn núi đã tìm thấy (trong mùa khô) nguồn nước mặt lộ ra chảy nhiều dặm ở phía thượng lưu, và đã tìm thấy nguồn mới, do đó chiều dài sông Nin là 6.758 km. Vịnh Gish được xem là nơi có "nước thánh" có giọt đầu tiên của sông Nin.

### Nin Trắng

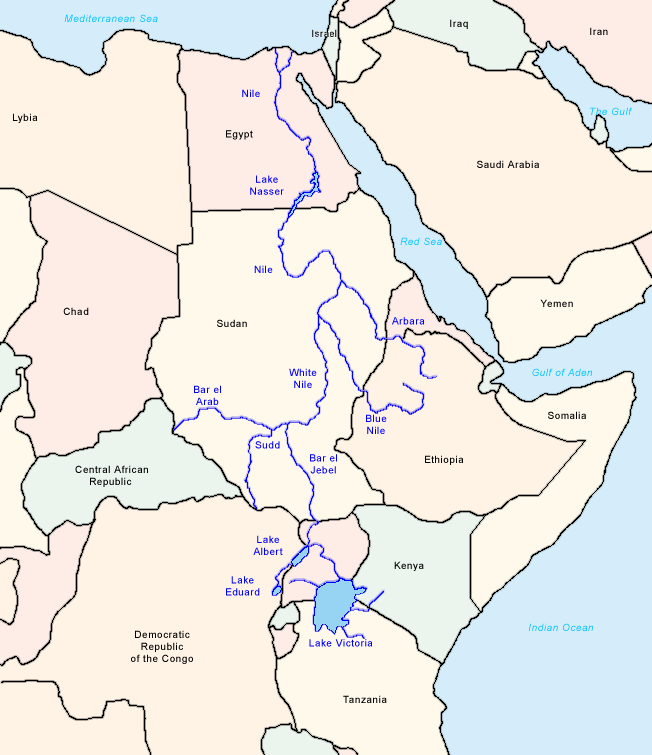
Bản đồ Đông Bắc Châu Phi, có chỉ nguồn sông Nin

Sông Nin có hai nguồn chính, quan trọng nhất là sông Nin Trắng bắt nguồn từ vùng xích đạo Đông Phi, rồi đến sông Nin Xanh bắt nguồn từ Ethiopia. Hồ Victoria, nằm giữa Uganda, Kenya và Tanzania, được xem là nơi bắt nguồn của dòng sông này.

### Nin Xanh
Sông Nin Xanh bắt nguồn từ Hồ Tana trên vùng cao nguyên của Ethiopia. Dòng Nin Xanh chảy được khoảng 1.400 km (850 dặm) tới Khartoum thì hai dòng Nin Xanh và Nin Trắng gặp nhau, hợp lưu tạo nên sông Nin. Phần lớn nguồn nước của sông Nin được cung cấp từ Ethiopia, chiếm khoảng 80-85% lưu lượng lệ thuộc vào vũ lượng. Mùa mưa ăn khớp với mùa hè khi nhiều trận mưa rào trút xuống, góp nước cho sông Nin.

### Dòng Nin
Đoạn sông Nin ở phía Bắc chủ yếu chảy qua sa mạc. Phần lớn cư dân Ai Cập, ngoại trừ một số dân cư ven biển, sống dọc theo bờ sông Nin bắt đầu từ phía bắc thành phố Aswan. Di tích nền văn minh Ai Cập cổ đại cũng tập trung dọc theo hai bên bờ sông Nin. Dòng sông Nin còn là huyết mạch giao thông nhất là vào mùa lũ, khi mà các phương tiện đường bộ không thể di chuyển được.

### Lưu vực sông Nin
Lưu vực sông Nin chiếm khoảng 1/10 diện tích châu Phi là nơi phát triển và tàn lụi của nhiều nền văn minh cổ đại. Cư dân hai bên bờ sông Nin là một trong những nhóm người đầu tiên biết trồng trọt, làm nông nghiệp và sử dụng cày. Lưu vực sông Nin được giới hạn ở phía Bắc bởi biển Địa Trung Hải, phía Đông bởi dãy Biển đỏ (Red Sea Hills) và Cao nguyên Ethiopia, phía Nam bởi cao nguyên Đông Phi, trong đó có bao gồm hồ Victoria là một trong 2 nguồn của sông Nin, phía Tây tiếp giáp với lưu vực sông Chad, sông Công gô và trải dài xuống Tây nam đến dãy Marrah thuộc Sudan 

## Lịch sử
Sông Nin với nguồn nước dồi dào đã tạo nên vùng Thung lũng trù phú nhất "lục địa đen". Nó đã góp phần rất lớn tới sự hình thành nền văn minh Ai Cập cổ đại, với những kim tự tháp kỳ vĩ. Sông Nin đã ảnh hưởng lớn tới nền văn hoá Ai Cập cổ ngay từ thời đại đồ đá, khi mà sa mạc Sahara đang ngày càng xâm lấn sang phía Đông của lục địa châu Phi.
Sông Nin bắt nguồn từ hồ Victoria ở khu vực xích đạo có mưa quanh năm nên lượng mưa khá lớn. Tới Khác-tum sông Nin nhận thêm nước từ phụ lưu Nin Xanh ở khu vực cận xích đạo, lưu lượng trở nên rất lớn, mùa nước lũ lên tới 90 000 m³/s; đến biên giới Ai Cập mặc dù sông Nin chảy giữa miền hoang mạc và không nhận được thêm phụ lưu nào nữa, nước sông vừa ngấm xuống đất, vừa bốc hơi mạnh, gần biển lưu lượng nước giảm nhiều nhưng ở Cai-rô (Ai Cập) về mùa cạn lưu lượng vẫn còn 700 m³/s.

## Tranh chấp về nước
Nước sông Nin ảnh hưởng đến các thể chế chính trị Đông Phi và Sừng châu Phi trong nhiều thập kỷ. Các quốc gia gồm Uganda, Sudan, Ethiopia và Kenya đã phàn nàn về việc Ai Cập thống trị nguồn tài nguyên nước. Sáng kiến lưu vực sông Nin thúc đẩy hợp tác hòa bình giữa các nước.
Nhiều nỗ lực đã được thực hiện nhằm thiết lập những thỏa thuận chia sẻ nước sông Nin giữa các quốc gia này. Nhưng rất khó khăn để đạt được thỏa thuận của tất cả các quốc gia trên về lợi ích của họ và những khác biệt về chính trị, chiến lược và xã hội. Ngày 14 tháng 5 năm 2010 tại Entebbe, Uganda, Ethiopia, Rwanda, Tanzania và Uganda đã ký một thỏa thuận mới về chia sẻ nước sông Nin mặc dù thỏa thuận này chịu sự phản đối mạnh mẽ của Ai Cập và Sudan. Lý tưởng nhất, những thỏa thuận như thế này nhằm thúc đẩy việc sử dụng hiệu quả và công bằng nguồn tài nguyên nước lưu vực sông Nin. Nếu không có sự hiểu rõ hơn về sự sẵn có của nguồn tài nguyên nước trong tương lai của sông Nin, thì sẽ có nhiều cuộc xung đột giữa các quốc gia dựa vào nguồn cấp nước, phát triển kinh tế và xã hội từ sông Nin.

## Khám phá hiện đại
Cuộc thám hiểm Nin trắng, dẫn đầu bởi Hendrik Coetzee Nam Phi, trở thành người đầu tiên xác định chiều dài toàn bộ của sông Nin. Cuộc thám hiểm nguồn của sông Nin ở Uganda vào ngày 17 tháng 1 năm 2004 và đến Địa Trung Hải ở Rosetta một cách an toàn, trong vòng 2 tháng rưỡi.
Vào 28 tháng 4 năm 2004, nhà địa chất học Pasquale Scaturro và cộng sự của ông, kayaker và nhà làm phim tài liệu Gordon Brown đã trở thành người đầu tiên định vị sông Nin Xanh, từ hồ Tana ở Ethiopia đến các bãi biển thuộc Alexandria ở Địa Trung Hải. Mặc dù chuyến thám hiểm gồm nhiều người khác, nhưng Brown và Scaturro là những người duy nhất hoàn thành toàn bộ cuộc hành trình. Nhóm nghiên cứu sử dụng động cơ rời cho hầu hết cuộc hành trình.

## Hình ảnh

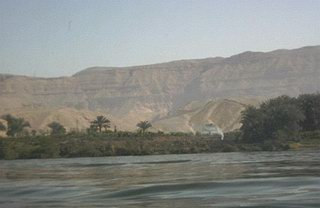
Sông Nin ở Ai Cập
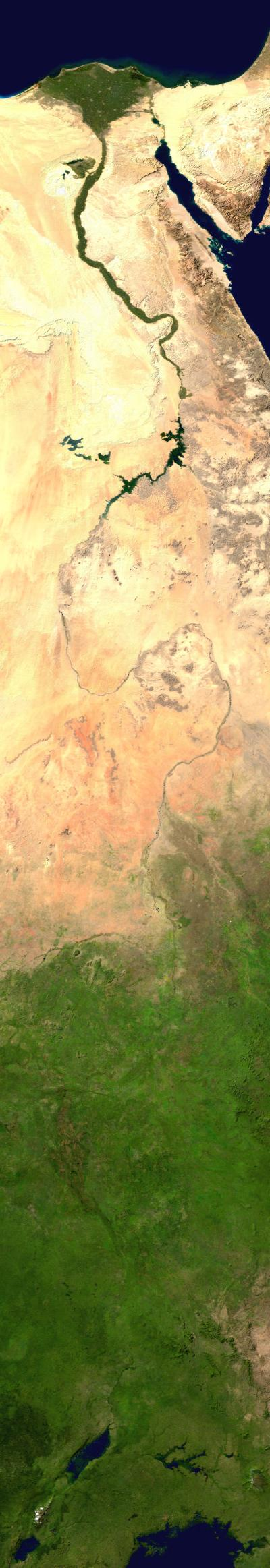
Đồng bằng sông Nin và toàn bộ dòng sông
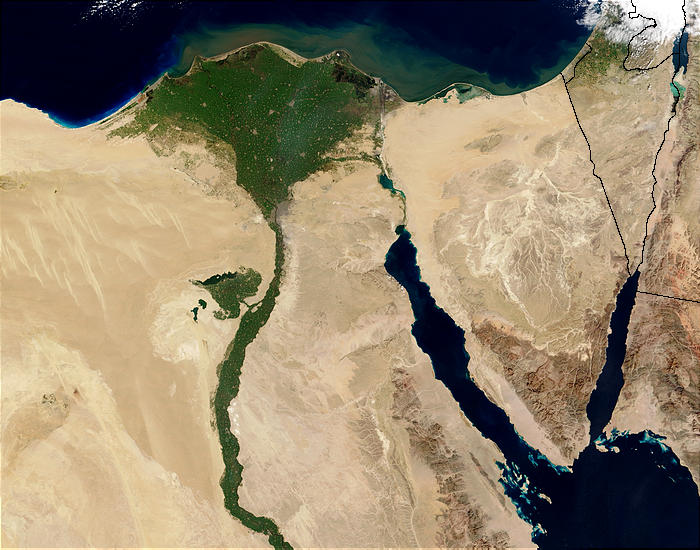
Châu thổ sông Nin
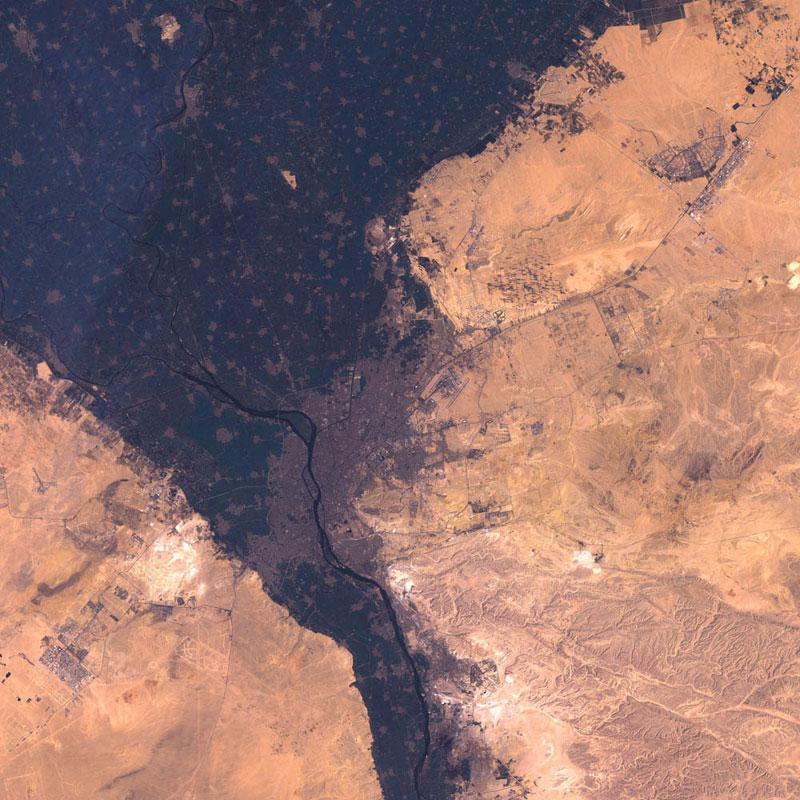
Sông Nin ở Cairo
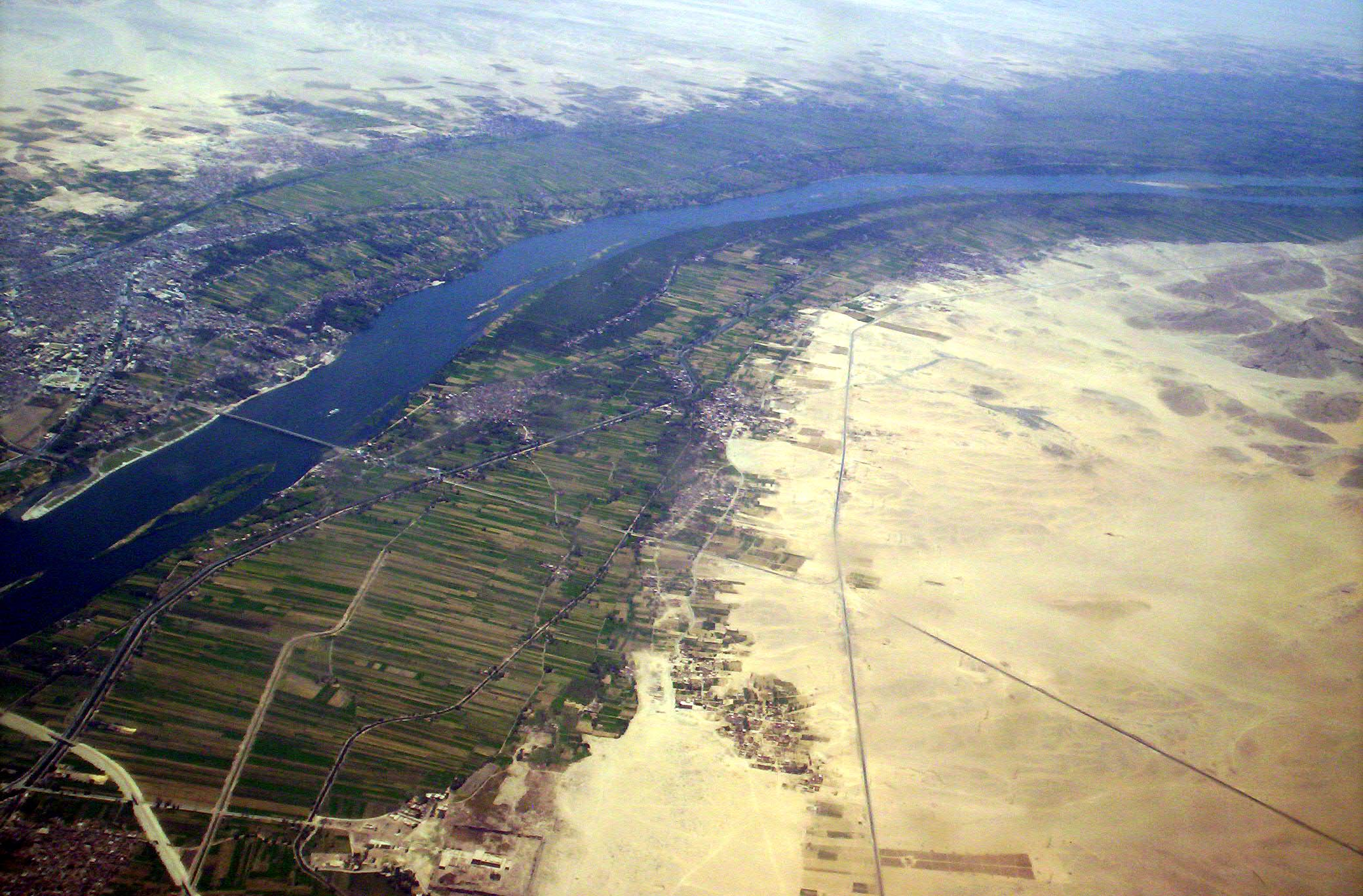
Sông Nin ở Louxor nhìn từ trên máy bay
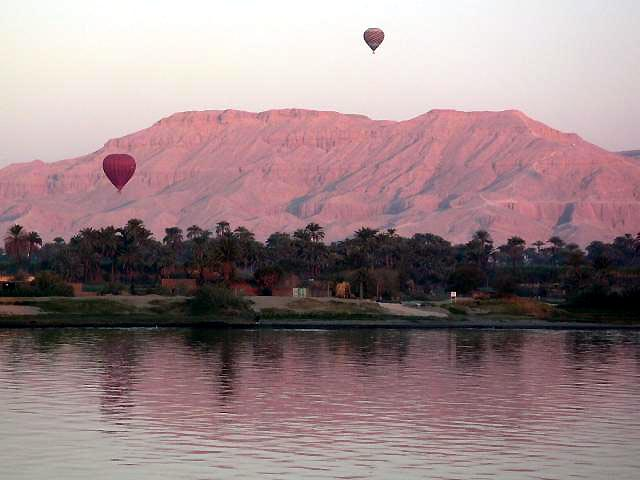
Sông Nin ở Louxor
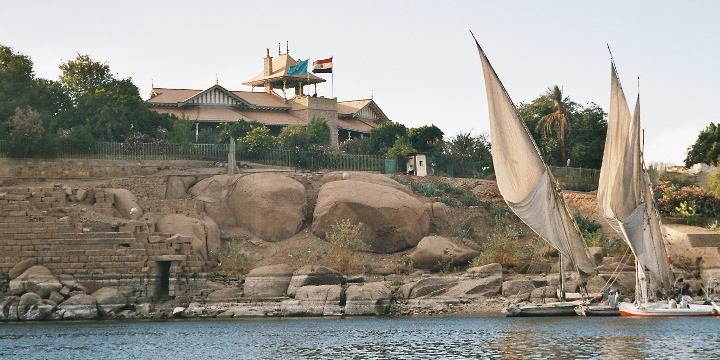
Đảo Voi, Aswan
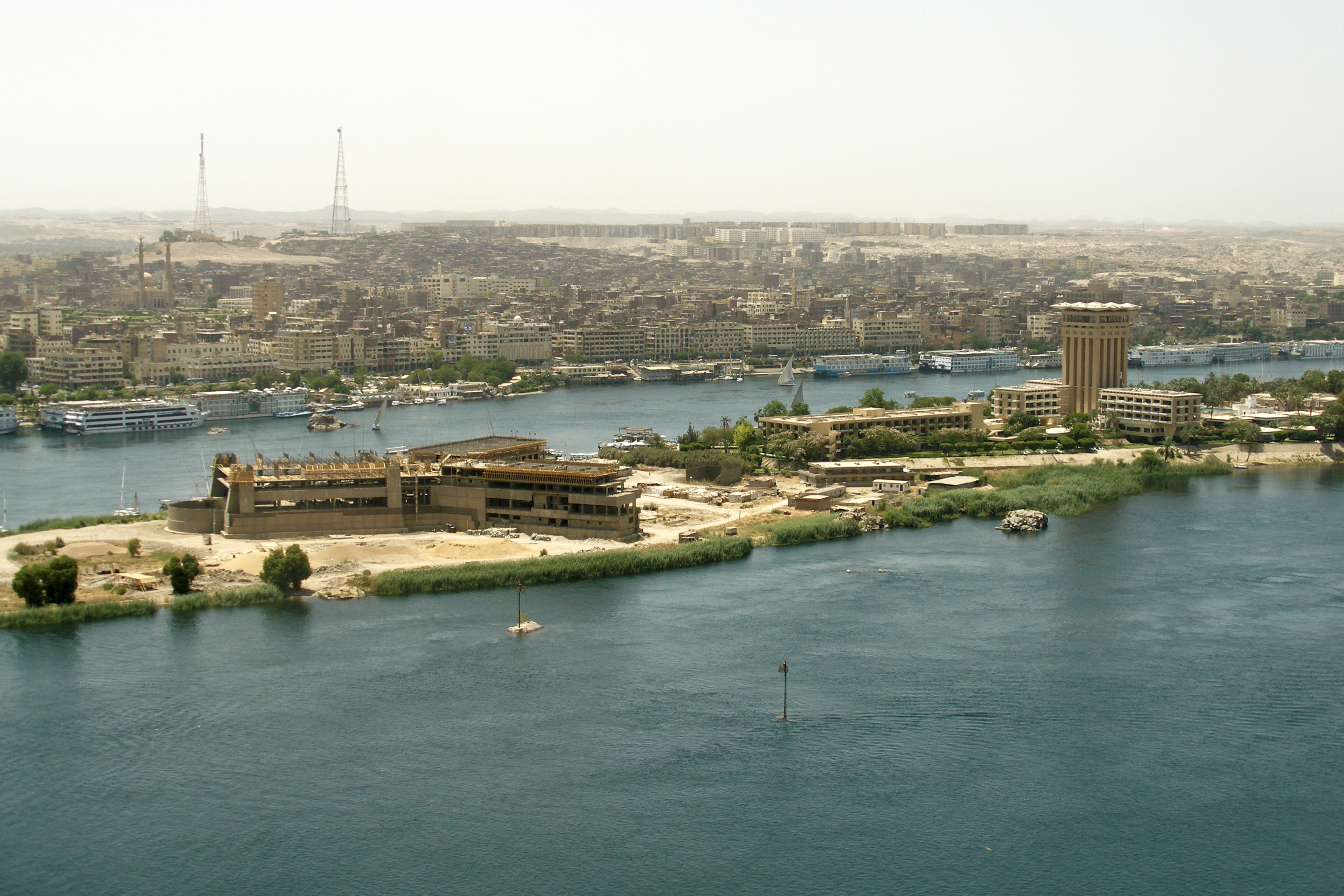
Nin ở Aswan